# The Lover
《The Lover》（韓語：더 러버），為韓國Mnet於2015年4月2日起播出的木曜劇，講述四對20~30歲的情侶，以「共同生活」為主題真實呈現男女一起生活時可能發生情況的的迷你戲劇故事。

## 節目公告
因適逢韓國世越號事件一週年，本劇4月16日暫停播出一次。

## 演員陣容

### 609房－使用感情侶
同居資料：戀愛5年、同居2年的30歲情侶
- 吳正世 飾演 吳都市

35歲，默默無名的9年資歷聲優，最大的心願是成為公共波的聲優。
- 柳賢慶 飾演 柳斗梨

31歲，三流網路新聞試用記者，產品評論部落客。

### 610房－12歲差距情侶
同居資料：戀愛2年、同居1年，相差12歲的姐弟戀情侶
- 鄭俊英 飾演 鄭英俊

21歲，樂團吉他手。
- 崔汝珍 飾演 崔珍女

33歲，經營網路菜餚商店。

### 510房－菜鳥同居情侶
同居資料：戀愛3個月、同居7天，通過相親認識，戀愛3個月後決定結婚，新房裝修完之前暫時同居中
- 朴鍾煥 飾演 朴煥鍾

32歲，沒有人氣的大學講師。
- 夏恩雪（朝鲜语：하은설） 飾演 夏雪恩

28歲，只說不做，準備創業中。

### 709房－危險的兄弟室友
同居資料：同居1天。第一天展開同居生活的男男室友，發展出危險的兄弟情誼
- 寺田拓哉 飾演 拓哉

21歲，正在遊走在世界各地當背包客旅行中。
- 李在濬 飾演 李俊在

21歲，無職業，靠著出租房間的月租和微薄的打工收入勉強生活。

### 其他人物
- 成圭燦 飾演 成民宰

年齡不詳，公寓管理人員。
- 姜均成 飾演 柳成均（特別演出）

27歲，斗梨的弟弟，婚前純潔主義者。
- 飾演 鄭娜英（特別演出）

17歲，英俊的妹妹，不知道英俊和珍女同居
- dickpunks 飾演 鄭英俊的樂團（特別演出）
- 金福善（朝鲜语：김부선） 飾演 金福善（特別演出）
- 金峰（朝鲜语：김풍） 飾演 金峰（特別演出）

33歲，珍女的好友，連鎖中華料理餐廳主廚
- 羅海嶺 飾演 海嶺

## 腳註
1. ↑  《The Lover》讀本照公開 4對4色個性情侶 （页面存档备份，存于）韓星網（中文）
2. ↑  《The Lover》海報、預告 （页面存档备份，存于）Kpopn（中文）

## 外部連結
- 韓國Mnet官方網站
- The Lover的Facebook專頁
- The Lover的Instagram帳戶

| Mnet 木曜劇 | Mnet 木曜劇                                             | Mnet 木曜劇 |
| ----------- | ------------------------------------------------------- | ----------- |
|             | The Lover （2015年4月2日 - 2015年6月25日）              |             |
| -           | Show Me The Money 4（重播） （2015年7月2日 - 2015年月） |             |